# Tradlhof
Tradlhof ist ein Gemeindeteil des 
Marktes Moosbach im Oberpfälzer Landkreis Neustadt an der Waldnaab, Bayern.

## Geographische Lage
Die Einöde Tradlhof liegt am Südwestrand des Maierholzes etwa 500 m nordöstlich von Etzgersrieth.

## Geschichte
Zum Stichtag 23. März 1913 (Osterfest) wurde Tradlhof als Teil der exponierten Kooperatur Etzgersrieth mit einem Haus und 8 Einwohnern aufgeführt.
Am 31. Dezember 1990 war Tradlhof unbewohnt und gehörte zur Expositur Etzgersrieth.
Heute (2013) wird Tradlhof vom Rathaus Moosbach nicht mehr als separater Ortsteil aufgeführt.